# Ruïnehagedis
De ruïnehagedis (Podarcis siculus) is een hagedis uit de familie echte hagedissen (Lacertidae).

## Naam en indeling
De ruïnehagedis werd voor het eerst in 1810 door Constantine Samuel Rafinesque-Schmaltz wetenschappelijk beschreven als Lacerta sicula. Later werd de soort tot het geslacht Podarcis gerekend en meer recentelijk is ook de soortnaam veranderd van sicula naar siculus. Ook de naam Lacerta serpa werd wel gebruikt voor deze soort maar is verouderd. De geslachtsnaam Podarcis betekent 'lenige poten' en de soortnaam siculus betekent 'van Sicilië'.

### Ondersoorten
Er worden tegenwoordig 58 verschillende ondersoorten erkend. Dit is uitzonderlijk veel in vergelijking met andere dieren. De ondersoorten van de ruïnehagedis zijn in de onderstaande uitklapbare tabel weergegeven, met de auteur en het verspreidingsgebied -voor zover bekend.
| Naam                            | Auteur                        | Verspreidingsgebied                                             |
| ------------------------------- | ----------------------------- | --------------------------------------------------------------- |
| Podarcis siculus aemiliani      | Capolongo, 1985               | ?                                                               |
| Podarcis siculus albiventris    | Bonaparte, 1838               | ?                                                               |
| Podarcis siculus amparoae       | Capolongo, 1979               | ?                                                               |
| Podarcis siculus astorgae       | Mertens, 1937                 | Kroatië (Bagnola)                                               |
| Podarcis siculus bagnolensis    | Mertens, 1937                 | Kroatië (Bagnola)                                               |
| Podarcis siculus bolei          | Brelih, 1961                  | Kroatië (Istrië)                                                |
| Podarcis siculus calabra        | Taddei, 1949                  | Italië (Calabrië)                                               |
| Podarcis siculus calabresiae    | Taddei, 1949)                 | ?                                                               |
| Podarcis siculus campana        | Taddei, 1949                  | Italië                                                          |
| Podarcis siculus campestris     | De Betta, 1857                | Corsica, Italië, Kroatië, geïntroduceerd in de Verenigde Staten |
| Podarcis siculus caporiaccoi    | Taddei, 1949                  | ?                                                               |
| Podarcis siculus catanensis     | Taddei, 1949                  | ?                                                               |
| Podarcis siculus cattaroi       | Taddei, 1950                  | Montenegro                                                      |
| Podarcis siculus cerbolensis    | Taddei, 1949                  | ?                                                               |
| Podarcis siculus ciclopica      | Cara, 1872                    | Lachea                                                          |
| Podarcis siculus coeruleus      | Taddei, 1949                  | Italië (Capri)                                                  |
| Podarcis siculus dupinici       | Radovanović, 1956             | Veli, Mali Dupinić                                              |
| Podarcis siculus fasciatus      | Radovanović, 1956             | ?                                                               |
| Podarcis siculus fiumanoideus   | Brelih, 1963                  | Visoki, Mišar                                                   |
| Podarcis siculus flavigulus     | Mertens, 1937                 | Kroatië                                                         |
| Podarcis siculus gallensis      | Eimer, 1881                   | Gallo Maggiore                                                  |
| Podarcis siculus hadzii         | Brelih, 1961                  | Kroatië                                                         |
| Podarcis siculus hieroglyphicus | Berthold, 1840                | Turkije                                                         |
| Podarcis siculus insularus      | Mertens, 1937                 | Kroatië                                                         |
| Podarcis siculus klemmeri       | Lanza & Capolongo, 1972       | Italië                                                          |
| Podarcis siculus laganjensis    | Radovanović, 1956             | Kroatië                                                         |
| Podarcis siculus lanzai         | Mertens, 1967                 | Italië                                                          |
| Podarcis siculus latastei       | Bedriaga, 1879                | ?                                                               |
| Podarcis siculus massinei       | Mertens, 1961                 | Rotonda                                                         |
| Podarcis siculus medemi         | Mertens, 1942                 | ?                                                               |
| Podarcis siculus mediofasciatus | Radovanović, 1959             | ?                                                               |
| Podarcis siculus monaconensis   | Eimer, 1881                   | Monaco                                                          |
| Podarcis siculus muelleri       | Taddei, 1949                  | ?                                                               |
| Podarcis siculus nikolici       | Brelih, 1961                  | Kroatië                                                         |
| Podarcis siculus palmarolae     | Mertens, 1967                 | Italië                                                          |
| Podarcis siculus parkeri        | Mertens, 1926                 | ?                                                               |
| Podarcis siculus pasquinii      | Lanza, 1952                   | Italië                                                          |
| Podarcis siculus patrizii       | Lanza, 1952                   | Italië                                                          |
| Podarcis siculus paulae         | Lanza, Adriani & Romiti, 1971 | Italië                                                          |
| Podarcis siculus pirosoensis    | Mertens, 1937                 | Kroatië                                                         |
| Podarcis siculus polenci        | Brelih, 1961                  | Kroatië                                                         |
| Podarcis siculus premudanus     | [[AUTEUR\|Premuda             |                                                                 |
| Podarcis siculus premudensis    | Radovanović, 1959             | ?                                                               |
| Podarcis siculus pretneri       | Brelih, 1961                  | Kroatië                                                         |
| Podarcis siculus radovanovici   | Brelih, 1961                  | Kroatië                                                         |
| Podarcis siculus ragusae        | Wettstein, 1931               | Dubrovnik                                                       |
| Podarcis siculus roberti        | Taddei, 1949                  | ?                                                               |
| Podarcis siculus salfii         | Lanza, 1954                   | Italië                                                          |
| Podarcis siculus samogradi      | Radovanović, 1956             | Samograd                                                        |
| Podarcis siculus sanctinicolai  | Taddei, 1949                  | Italië                                                          |
| Podarcis siculus sanctistephani | Mertens, 1926                 | Italië                                                          |
| Podarcis siculus scopelicus     | Taddei, 1950                  | ?                                                               |
| Podarcis siculus scorteccii     | Taddei, 1949                  | ?                                                               |
| Podarcis siculus siculus        | Rafinesque-Schmaltz, 1810     | ?                                                               |
| Podarcis siculus strombolensis  | Taddei, 1949                  | ?                                                               |
| Podarcis siculus tyrrhenicus    | Mertens, 1932                 | ?                                                               |
| Podarcis siculus vesseljuchi    | Radovanović, 1959             | Veseljuh                                                        |
| Podarcis siculus zeii           | Brelih, 1961                  | Kroatië                                                         |

## Uiterlijke kenmerken

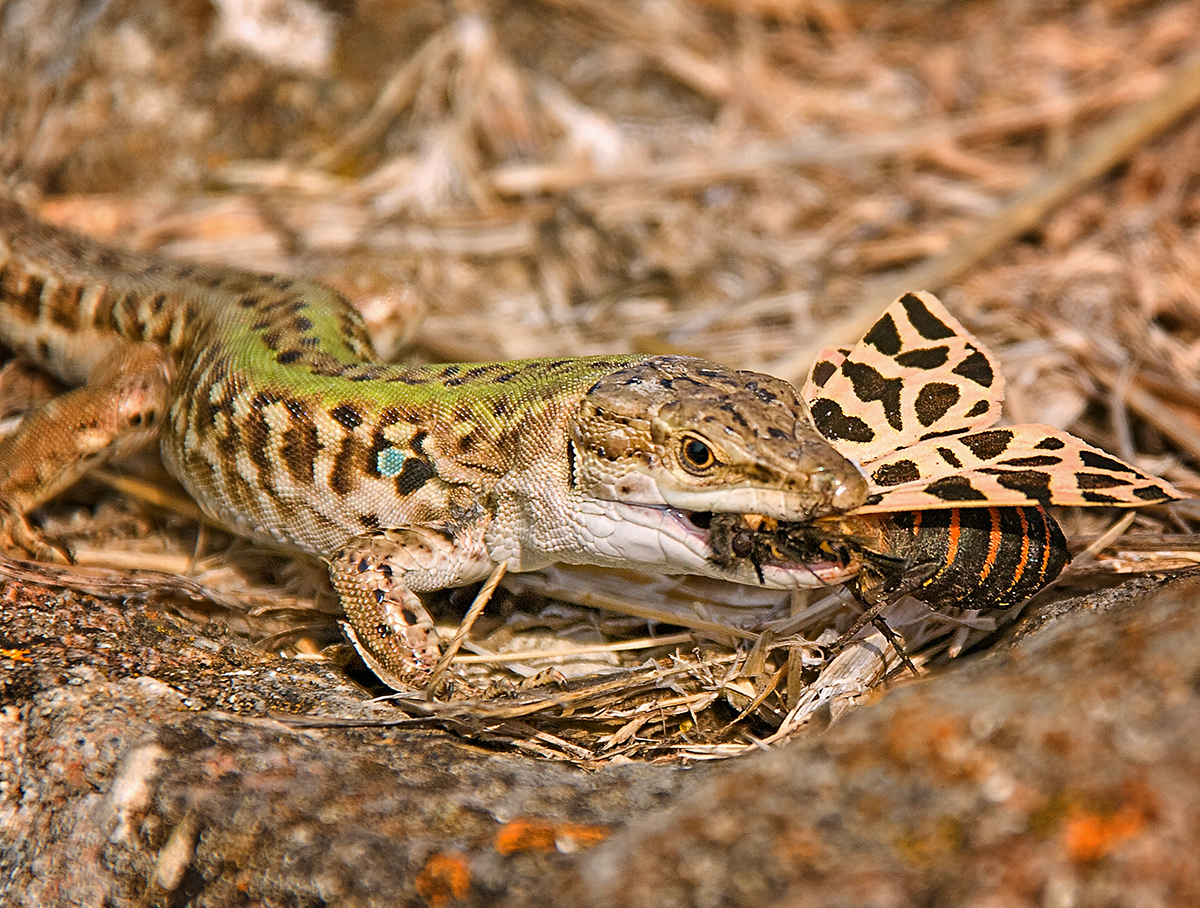
Ruïnehagedis met een buitgemaakte vlinder.

De totale lichaamslengte bedraagt ongeveer 25 centimeter inclusief de lange staart, de kopromplengte kan oplopen tot negen centimeter. De meeste exemplaren zijn echter aanzienlijk kleiner. De ruïnehagedis heeft een bruine basiskleur met groene lengtestrepen. Door het grote aantal ondersoorten is er echter een enorme variëteit in kleuren en patronen. Over het algemeen geldt dat de vrouwtjes donkerbruin zijn met twee geelbruine lengte strepen op de rug, verder is de kleur egaal bruin; de rug iets lichter. De ruïnehagedis heeft een forse en tamelijk korte kop. De mannetjes verschillen meestal alleen door een iets forser uiterlijk en een groenbruine kleur, maar in de paartijd kleuren de mannetjes groen.
Per ondersoort en variëteit verschilt dit enigszins, maar de meeste mannetjes krijgen een groene rug met zeer donkere streep vanaf de staartwortel die naar de kop toe geblokt wordt en in de nek verdwijnt. Ook een groene met bruine kleur en een fijn, zwart netpatroon is mogelijk. Dergelijke patronen komen met name in het zuidelijke deel van het verspreidingsgebied voor. Een bijzondere ondersoort is Podarcis siculus coeruleus vanwege de kenmerkende blauwe lichaamskleur. Deze vorm komt alleen op het rotseiland Capri voor.
Mannetjes krijgen vaak blauwe vlekjes op de flanken, net als andere muurhagedissen. Vrouwtjes blijven kleiner en hebben een krotere kop, dunne staartbasis en ze hebben geen femoraalporiën zoals de mannetjes. Het determineren van de ruïnehagedis is zeer lastig door de grote variatie in combinatie met soms overlappende variaties van gelijkende soorten. De muurhagedis (Podarcis muralis) lijkt sterk op de ruïnehagedis, maar de muurhagedis heeft altijd een tekening op de keel waar deze bij de ruïnehagedis ontbreekt.

## Levenswijze
De ruïnehagedis is een snelle soort die goed kan klimmen. Op het menu staan voornamelijk kleine ongewervelden, maar het is een van de weinige echte hagedissen die soms ook plantendelen eet, deze soort is dus omnivoor. Ook de eigen jongen zijn niet veilig voor volwassen exemplaren, net als andere hagedissen is de ruïnehagedis kannibalistisch. De hagedis staat bekend als niet erg schuw, en kan in en rond huizen worden aangetroffen. De ruïnehagedis kan in grote aantallen voorkomen.
De mannetjes kunnen soms in groepjes vechtend worden aangetroffen, waarbij het grootste mannetje het meestal wint. In de zomer worden door het vrouwtje ongeveer 4 tot 8 eieren begraven in het zand. De eieren zijn ongeveer 10 tot 15 millimeter en worden groter naarmate het embryo groeit. Na een incubatietijd van ongeveer zes weken komen de juvenielen tevoorschijn.

## Verspreiding en habitat

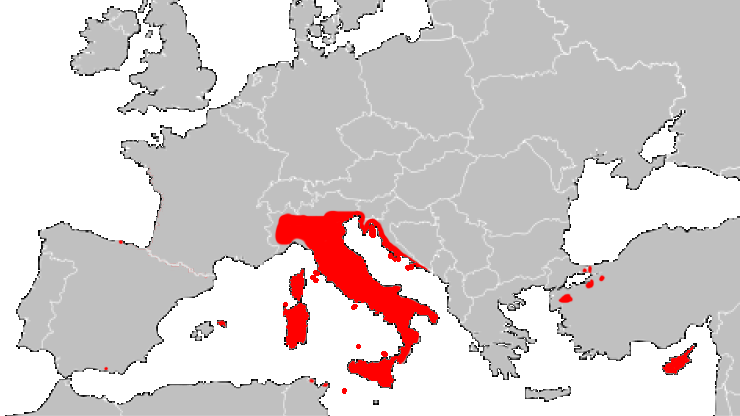
Verspreiding in Europa in het rood.

De ruïnehagedis komt voor in het zuiden van Europa rond het Middellandse Zeegebied en leefde oorspronkelijk alleen in Servië. De hagedis heeft zich -vaak met behulp van de mens- verspreid naar vele andere landen zoals Albanië, de Balearen, Frankrijk (inclusief Corsica), Griekenland, Italië, Kroatië, Libië, Portugal, Spanje, Tunesië en Turkije.
In Duitsland werd de hagedis in 1913 waargenomen maar deze populatie stierf later uit. In het Verenigd Koninkrijk werd de ruïnehagedis in 2010 geïntroduceerd rond Buckinghamshire. De hagedis is hier later weer verdwenen als gevolg van bestrijdingsprogramma's. In de Verenigde Staten is de ondersoort Podarcis siculus campestris door de mens geïntroduceerd in de staten Californië, Connecticut, Kansas, Missouri, New Jersey, New York en Pennsylvania.
De manier waarop de ruïnehagedis zich heeft verspreid, verschilt vaak per land of deelgebied. In de Amerikaanse staat Californië bijvoorbeeld werden vier mannetjes en drie vrouwtjes door een huiseigenaar bewust in zijn tuin uitgezet. Andere populaties zijn ontstaan als gevolg van het meeliften op schepen of treinen. In de staat Kansas vestigde de ruïnehagedis zich nadat een terrarium met verschillende exemplaren werd omgestoten door een huiskat.
Het verspreidingsgebied is sterk versnipperd en bestaat grotendeels uit geïsoleerde populaties, zoals de vele eilanden voor de kust van de verschillende landen. De habitat bestaat uit vlakke, open gebieden op zandgronden, zoals graslanden, wegbermen, zandverstuivingen en duinen, scrubland, bosranden,
Er is een grote tolerantie voor door mensen sterk aangepaste gebieden, zoals wijngaarden]], plantages, kwekerijen, tuinen en parken. De ruïnehagedis is hier te vinden op muren, steenhopen, huizen en vervallen gebouwen zoals ruïnes.

### Beschermingsstatus
Door de internationale natuurbeschermingsorganisatie IUCN is de beschermingsstatus 'veilig' toegewezen (Least Concern of LC).